# Seaforth (Minnesota)
Seaforth es una ciudad ubicada en el condado de Redwood en el estado estadounidense de Minnesota. En el Censo de 2010 tenía una población de 86 habitantes y una densidad poblacional de 33,14 personas por km².

## Geografía
Seaforth se encuentra ubicada en las coordenadas 44°28′37″N 95°19′47″O / 44.47694, -95.32972. Según la Oficina del Censo de los Estados Unidos, Seaforth tiene una superficie total de 2.6 km², de la cual 2.58 km² corresponden a tierra firme y (0.6%) 0.02 km² es agua.

## Demografía
Según el censo de 2010, había 86 personas residiendo en Seaforth. La densidad de población era de 33,14 hab./km². De los 86 habitantes, Seaforth estaba compuesto por el 100% blancos, el 0% eran afroamericanos, el 0% eran amerindios, el 0% eran asiáticos, el 0% eran isleños del Pacífico, el 0% eran de otras razas y el 0% pertenecían a dos o más razas. Del total de la población el 2.33% eran hispanos o latinos de cualquier raza.